# Koveronsaari (ö i Norra Karelen)
Koveronsaari är en ö i Finland. Den ligger i sjön Pielisjärvi och i kommunen Juga i den ekonomiska regionen  Joensuu ekonomiska region  och landskapet Norra Karelen, i den centrala delen av landet, 400 km nordost om huvudstaden Helsingfors. Öns area är 5,85 kvadratkilometer och dess största längd är 5,1 kilometer i sydöst-nordvästlig riktning.